# جان دي إفرو
جان دي إفرو (1310 - 4 مارس 1371) كانت ملكة فرنسا ونافارا القرينة كـ زوجة الثالثة لـ شارل الرابع، هي ابنة لويس، كونت إفرو الابن الثالث للملك فيليب الثالث ووالدته هي مارغريت دي أرتوا، شقيقة روبرت الثالث كونت أرتوا، أصبح شقيقها فيليب الثالث ملك نافارا.